# Бернардо Перін
Бернардо Перін (італ. Bernardo Perin, 5 грудня 1897, Аркуньяно — 18 квітня 1964, Болонья) — італійський футболіст, що грав на позиції нападника. По завершенні ігрової кар'єри — тренер.
Виступав, зокрема, за клуб «Болонья», а також національну збірну Італії.
Дворазовий чемпіон Італії. 

## Клубна кар'єра
У дорослому футболі дебютував 1912 року виступами за команду «Віченца», в якій провів два сезони, взявши участь у 27 матчах чемпіонату. 
Згодом з 1914 по 1919 рік грав у складі команд «Модена» та «Інтернаціонале».
1918 року перейшов до клубу «Болонья», за який відіграв 12 сезонів.  У складі «Болоньї» був одним з головних бомбардирів команди, маючи середню результативність на рівні 0,35 гола за гру першості. За цей час двічі виборював титул чемпіона Італії. Завершив професійну кар'єру футболіста виступами за команду «Болонья» у 1930 році.

## Виступи за збірну
1921 року дебютував в офіційних матчах у складі національної збірної Італії.
Загалом протягом кар'єри у національній команді, яка тривала 3 роки, провів у її формі 4 матчі.

## Кар'єра тренера
Розпочав тренерську кар'єру невдовзі по завершенні кар'єри гравця, 1933 року, увійшовши до тренерської радиклубу «Болонья».
Помер 18 квітня 1964 року на 67-му році життя у місті Болонья.
| Дата      | Місто     | Господарі      | Результат | Гості     | Турнір           | Голи | Примітки |
| --------- | --------- | -------------- | --------- | --------- | ---------------- | ---- | -------- |
| 6-3-1921  | Мілан     | Італія         | 2 – 1     | Швейцарія | товариський матч | -    |          |
| 8-5-1921  | Амстердам | Нідерланди     | 2 – 2     | Італія    | товариський матч | -    |          |
| 15-4-1923 | Відень    | Австрія        | 0 – 0     | Італія    | товариський матч | -    |          |
| 27-5-1923 | Прага     | Чехословаччина | 5 – 1     | Італія    | товариський матч | -    |          |
| Усього    |           | Матчів         | 4         |           | Голів            | 0    |          |

## Титули і досягнення
- Чемпіон Італії (2):

«Болонья»: 1924-1925, 1928-1929
- Срібний призер чемпіонату Італії (1):

1926–1927
- Фіналіст Північної ліги Італії: (3):

1920–1921, 1923–1924, 1925–1926